# Short n' Sweet
Short n' Sweet is het zesde studioalbum van de Amerikaanse zangeres Sabrina Carpenter. Het album werd uitgebracht op 23 augustus 2024 onder Island Records. Short n' Sweet combineert Pop met Country, Folk, Disco, Bubblegum, Rock en r&b invloeden en werd geproduceerd door Julian Bunetta, John Ryan, Ian Kirkpatrick en Jack Antonoff. Het album focust op Carpenters liefdesleven en haar perspectieven van daten in de jaren 2020-2025. De titel is een referentie naar de emotionele impact die haar korte relaties hebben gehad, evenals haar korte lengte en korte speelduur van het album. Carpenter stelde dat Short n' Sweet haar tweede big girl album is en ze volledige creatieve controle over haar muziek heeft sinds het uitbrengen van haar vorige album Emails I Can't Send in 2020, haar eerste album op Island Records.
Het album werd voorafgegaan door de succesvolle singles Espresso en Please Please Please. Beide single haalden de Nederlandse Top 40 en zorgden voor Carpenters eerste nummer een hit in de Britse UK Singles Chart en de Amerikaanse Billboard Hot 100. De derde single van het album, Taste, wist eveneens de eerste plaats in de Britse hitlijsten te behalen en de tweede plaats in de Amerikaanse hitlijsten. Short n' Sweet wist de eerste plaats te behalen in achttien albumhitlijsten en kreeg certificeringen in tien landen. In 2025 volgde een vierde single van het album, Bed Chem. Om het album te promoten ging Carpenter op haar Short n' Sweet Tour, de eerste internationale tour van haar carrière, vanaf september 2024.
Short n' Sweet ontving overwegend positieve reviews van recensenten. Het album ontving acht nominaties tijdens de 67e Grammy Awards, waaronder Grammy Award voor Album of the Year, en won een Grammy Award voor Best Pop Vocal Album, Grammy Award voor Best Pop Solo Performance voor de single Espresso. Carpenter werd hiermee een van de enige vijftien artiesten in de geschiedenis van de Grammy Awards die genomineerd werd voor een Grammy in alle vier de categorieën. Als waardering voor het winnen van meerdere Grammy Awards, bracht Carpenter op 14 februari 2025 een luxe-editie uit van Short n' Sweet, met daarop vijf bonustracks, waaronder een duetversie van Please Please Please met Dolly Parton.

## Achtergrond
Carpenter bracht in 2022 haar vijfde studioalbum Emails I Can't Send uit na een platencontract te hebben getekend bij Island Records. Het album werd een commercieel succes met dank aan de luxe-editie single Feather, die de eerste plaats behaalde in de Amerikaanse airplay hitlijst en Carpenters hoogste notering in de Billboard Top 100 werd. Om het album te promoten ging Carpenter op haar Emails I Can't Send Tour die begon op 29 september 2022. Vanaf 24 augustus 2024 trad Carpenter ook op als openingsact bij concerten van Taylor Swift als onderdeel van haar The Eras Tour in Zuid-Amerika, Australië en Azië. In januari 2024 werd Carpenter aangekondigd als een van de artiesten op het Coachellea festival.
In februari 2024, in een interview met Maya Hawke van Interview, onthulde Carpenter haar interesse in het uitbrengen van nieuwe muziek en het ontdekken van meer verschillende muziekgenres dan op haar laatste album. De volgende maand bevestigde Carpenter in een interview met Cosmopolitan dat ze werkte aan een nieuw album en dat ze haar nummers die ze zong tijdens The Eras Tour was ontgroeid. Ze voelde dat een nieuw hoofdstuk van haar carrière aanstaande was. Tijdens een interview met Variety omschreef Carpenter haar nieuwe album als de hete oudere zus van Emails I Can't Stand en dat ze het album zou overwegen als haar tweede big girl album met volledige creatieve controle.

## Release
Voorafgaande aan een officiële aankondiging werden reclameborden met een tweet van Carpenter geplaatst door heel New York. Op sociale media plaatste Carpenter een video waar ze recht in de camera loopt en plant om de camera te kussen, waarmee ze een aankondiging teasede. Op 3 juni 2024 bevestigde Carpenter de release van Short 'n Sweet en onthulde ze de albumcover. De tracklist van het album werd vrijgegeven op 9 juli 2024. Het album werd uitgebracht op 23 augustus 2024. Bepaalde vinyl en digitale downloadedities van het Short n' Sweet bevatten de exclusieve bonustrack Needlless to Say Een andere digitale downloadeditie van het album, uitgebracht op 29 augustus 2024, bevatte de bonustrack Busy Woman, die Carpenter heeft geschreven kort na het uitbrengen van het album en als bedankingscadeau aan haar fans werd uitbracht.
Op 4 februari 2025 kondigde Carpenter de komst van een luxe-editie van Short n' Sweet uit en onthulde de tracklist. Ze bracht deze luxe-editie uit als dank voor het ontvangen van twee Grammy Awards tijdens de 67e Grammy Awards twee dagen eerder. De luxe-editie bevat vijf nieuwe tracks, waaronder Busy Woman en een duetversie van Please Please Please met Dolly Parton. De luxe-editie werd uitgebracht op 14 februari 2025.

## Tracklist
| 1.                 | Taste                | Kirkpatrick, Bunetta | 2:37 |
| 2.                 | Please Please Please | Antonoff             | 3:06 |
| 3.                 | Good Graces          | Ryan, Bunetta        | 3:05 |
| 4.                 | Sharpest Tool        | Antonoff             | 3:38 |
| 5.                 | Coincidence          | Kirkpatrick          | 2:44 |
| 6.                 | Bed Chem             | Kirkpatrick          | 2:51 |
| 7.                 | Espresso             | Bunetta              | 2:55 |
| 8.                 | Dumb & Poetic        | Ryan                 | 2:13 |
| 9.                 | Slim Pickins         | Antonoff             | 2:32 |
| 10.                | Juno                 | Ryan                 | 3:43 |
| 11.                | Lie to Girls         | Antonoff             | 3:22 |
| 12.                | Don't Smile          | Ryan, Bunetta        | 3:26 |
| Totale duur: 36:15 |                      |                      |      |

| 13.                | 15 Minutes                              | Ryan, Bunetta               | 3:11 |
| 14.                | Please Please Please (met Dolly Parton) | Antonoff                    | 3:04 |
| 15.                | Couldn't Make It Any Harder             | Ryan, Bunetta               | 2:59 |
| 16.                | Busy Woman                              | Antonoff                    | 3:06 |
| 17.                | Bad Reviews                             | Ryan, Kirkpatrick, Antonoff | 2:21 |
| Totale duur: 50:57 |                                         |                             |      |

| 13.                | Needless to Say | Ryan, Kirkpatrick, Antonoff | 2:37 |
| Totale duur: 38:52 |                 |                             |      |

| 13.                | Busy Woman | Antonoff | 3:06 |
| Totale duur: 39:21 |            |          |      |

| 13.                | Taste (demo) | Ryan, Kirkpatrick, Bunetta | 2:37 |
| Totale duur: 38:52 |              |                            |      |

- MusicBrainz release group: c8bea388-c195-4177-bf9b-7469f6e695a1